# 十二天
十二天，原是古印度敘述事史詩的《摩訶波羅多》（Mahābhārata）裡，東、南、西、北、東南、東北、西南、西北這八個方位及其護法，已存在於婆羅門教教義中，後密宗在印度興起，襲承八方天的信仰，還加上日天、月天、上方天及下方天等，成為佛教的十二天信仰。

## 八方天
婆羅門教（印度教前身）中有八方天之謂，即居東、南、西、北、東南、西南、西北、東北八方的方位護法。佛教密宗吸收爲護法部眾，也稱爲八方天。
| 漢譯名                | 梵文名      | 印度教名 | 方位 |
| --------------------- | ----------- | -------- | ---- |
| 帝釋天                | Śakra/Indra | 因陀羅   | 東   |
| 火天                  | Agni        | 阿耆尼   | 東南 |
| 焰摩天                | Yāma        | 閻摩     | 南   |
| 羅刹天                | Rākṣasa     | 羅剎     | 西南 |
| 水天                  | Varuṇa      | 伐楼拿   | 西   |
| 風天                  | Vāyu        | 伐由     | 西北 |
| 毘沙門天 （多聞天王） | Vaiśravaṇa  | 俱毗羅   | 北   |
| 伊舍那天 （自在天王） | Īśāna       | 濕婆     | 東北 |

## 十二天
佛教密宗在八方天又添加爲十二天，分別是：
| 漢譯名                | 梵文名      | 印度教名 | 方位     |
| --------------------- | ----------- | -------- | -------- |
| 帝釋天                | Śakra/Indra | 因陀羅   | 東       |
| 火天                  | Agni        | 阿耆尼   | 東南     |
| 焰摩天                | Yāma        | 閻摩     | 南       |
| 羅刹天                | Rākṣasa     | 羅剎     | 西南     |
| 水天                  | Varuṇa      | 伐楼拿   | 西       |
| 風天                  | Vāyu        | 伐由     | 西北     |
| 毘沙門天 （多聞天王） | Vaiśravaṇa  | 俱毗羅   | 北       |
| 伊舍那天 （自在天王） | Īśāna       | 濕婆     | 東北     |
| 梵天 （大梵天王）     | Brahmā      | 梵天     | 天（上） |
| 地天                  | pṛthivī     | 頗哩提毗 | 地（下） |
| 日天                  | Sūrya       | 蘇利耶   | 日       |
| 月天                  | Cāndra      | 蘇摩     | 月       |

## 形象、真言
1. 梵天，印相为右手作拳安于右腰，左手五指相著，竖之而屈。其高过肩即作莲华之想。真言曰：南莫三满多没驮喃，没罗贺摩宁，娑嚩诃（第一句归命诸佛，其义如例，又结句之娑嚩诃亦如例，下皆同，故略之。又其真言各举其名，故以其首字为其种子字，以下例亦然）。
2. 地天，即颇哩提毗，印相为先合掌，人指已下，四指头相胫，而前方大开，二拇指各著于人指之侧。真言曰：──喃，毕哩体微曳（地），娑嚩诃。
3. 月天，即战捺罗，印相同于前之梵天印，但于仰掌中有月之洁白之相。真言曰：──喃，战捺罗也（月也为声），娑嚩诃。
4. 日天，即蘇利耶，印相与前之地天印无异，但以二拇指驻于人指下节。真言曰：──喃，阿[何-可+尔]底也（日），娑嚩诃。
5. 帝释天，即因陀羅，乘白象王，住五色云中，身作金色。右手持三股当心，左手托左胯，左脚垂下。三天女各手持莲华，或以盘盛杂花。印相为右手作拳安于腰，左手五指，直竖相著，小指无名二指屈中节，以人指著于中指之背，拇指屈中节。真言曰：──喃，因捺罗耶（帝），娑嚩诃。
6. 火天，即阿耆尼，乘青羊，赤肉色，遍身火焰。右二手，一持青竹，一持军持；左二手，一举掌，一持念珠。有二天女，持天花。左右置苦行仙。垂右足，蹉左足。印相为左手作拳安于腰左，右手五指，直竖相著，屈拇指纳著掌中，人指屈中节，与娑婆诃相招。真言曰：阿哦娜曳。
7. 焰摩天，即閻摩，乘水牛，右手执人头幢，左手仰掌。有二天女侍，二鬼使者持刀捧戟。赤黑色，垂右脚。印相为先合掌，二小指屈中节而背相著，二人指亦屈而背相著，以拇指各持人指中节。真言曰：──喃。焰摩耶（平等又静息），娑嚩诃。
8. 羅刹天，乘白狮子，身著甲胄，右手持刀令竖，左手大指押中小二指，赤肉色。二天女侍其左右，二罗刹鬼持三股戟。印相为右手作拳安于腰右，左手五指，竖而相著，小无名二指屈中节，以拇指端押小无名指之甲。真言曰：──喃，乃哩底曳（彼趣方言），娑嚩诃。
9. 水天，即伐樓拿，住于水中，乘龟浅绿色。右手执刀，左手持龙索，冠上有五龙，四天女持妙花。印相：右手如前，左手握拳，拇指不入掌中，人指直竖，中节少屈。真言曰：──喃，嚩噜拏耶（水），娑嚩诃。
10. 风天，即伐由，云中乘獐，著甲胄，左手托胯，右手执独股头剑，剑上有绯幡。二天女侍之，并有药叉众。印相：右手如前，左手五指，真竖相著，小无名二指屈中节。真言曰：──喃，嚩耶吠（风），娑嚩诃。
11. 毗沙门天，即多聞天王，坐二鬼上身著甲胄，左手掌捧塔，右手执宝棒。身金色，二天女持宝花等。印相：先合掌十指内相叉，二小指头竖而相柱，二人指竖少屈，左拇指入右掌中，押左中指之甲，右拇指越左拇指，入左掌中，押右中指之甲，二风与娑嚩诃相招。真言曰：──喃，吠室嚩啰拏耶，婆嚩诃。
12. 伊舍那天，旧摩醯首罗天，又云大自在天。乘黄丰牛，左手执劫波杯（髑髏杯），右手执三戟剑，浅青肉色，三目忿怒，二牙上出，髑髅为璎珞，头冠中有二仰月，二天女持花，印相为右手作拳安于腰右，左手五指，直竖相著，小无名二指屈中节，中人拇三指各少相去。真言曰：──喃，伊舍曩曳（自在），娑嚩诃。

## 圖例
日本京都国立博物馆藏的平安時代後期東寺十二天像，是日本国宝。缺獨缺帝釋天像。

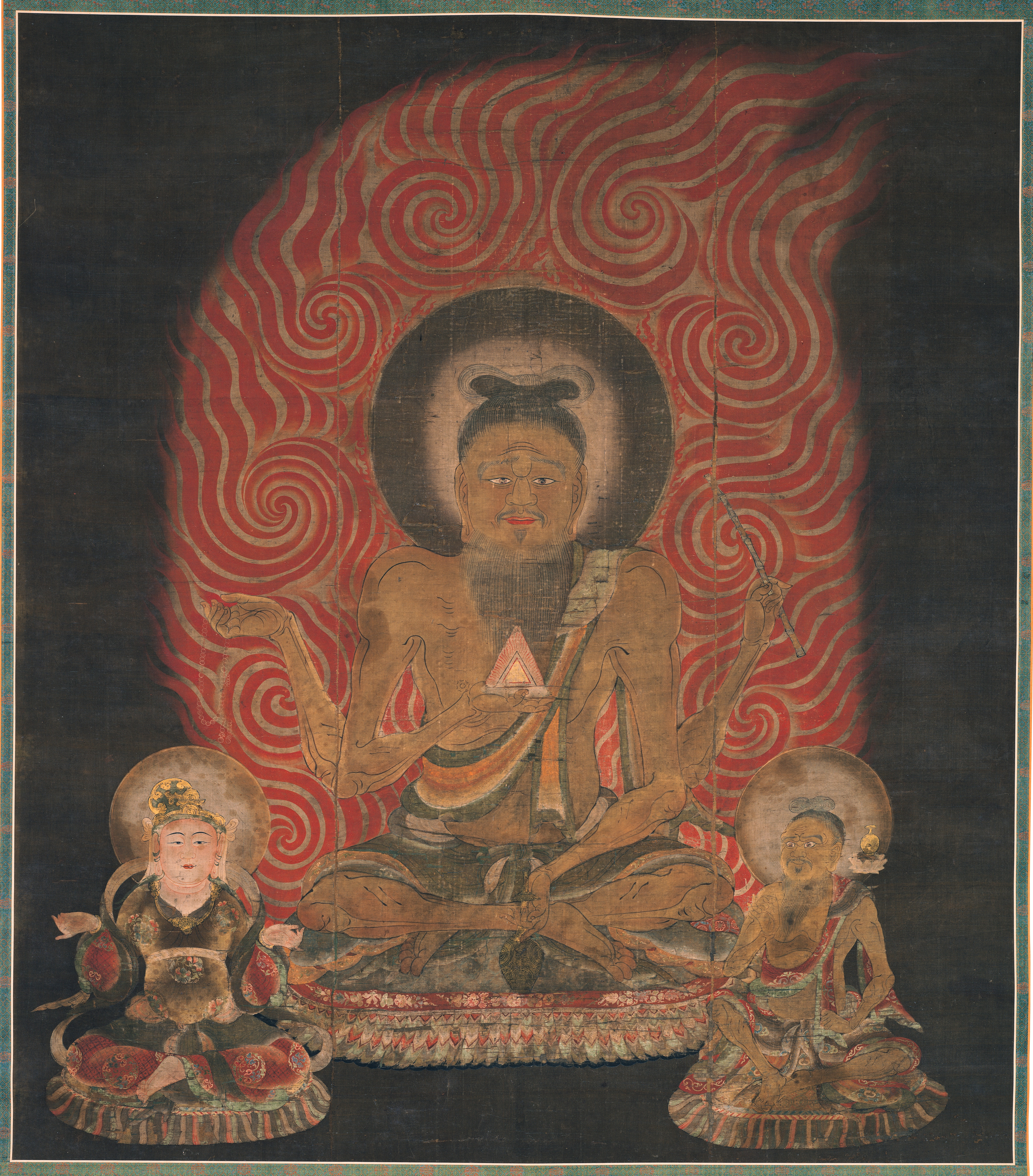
火天
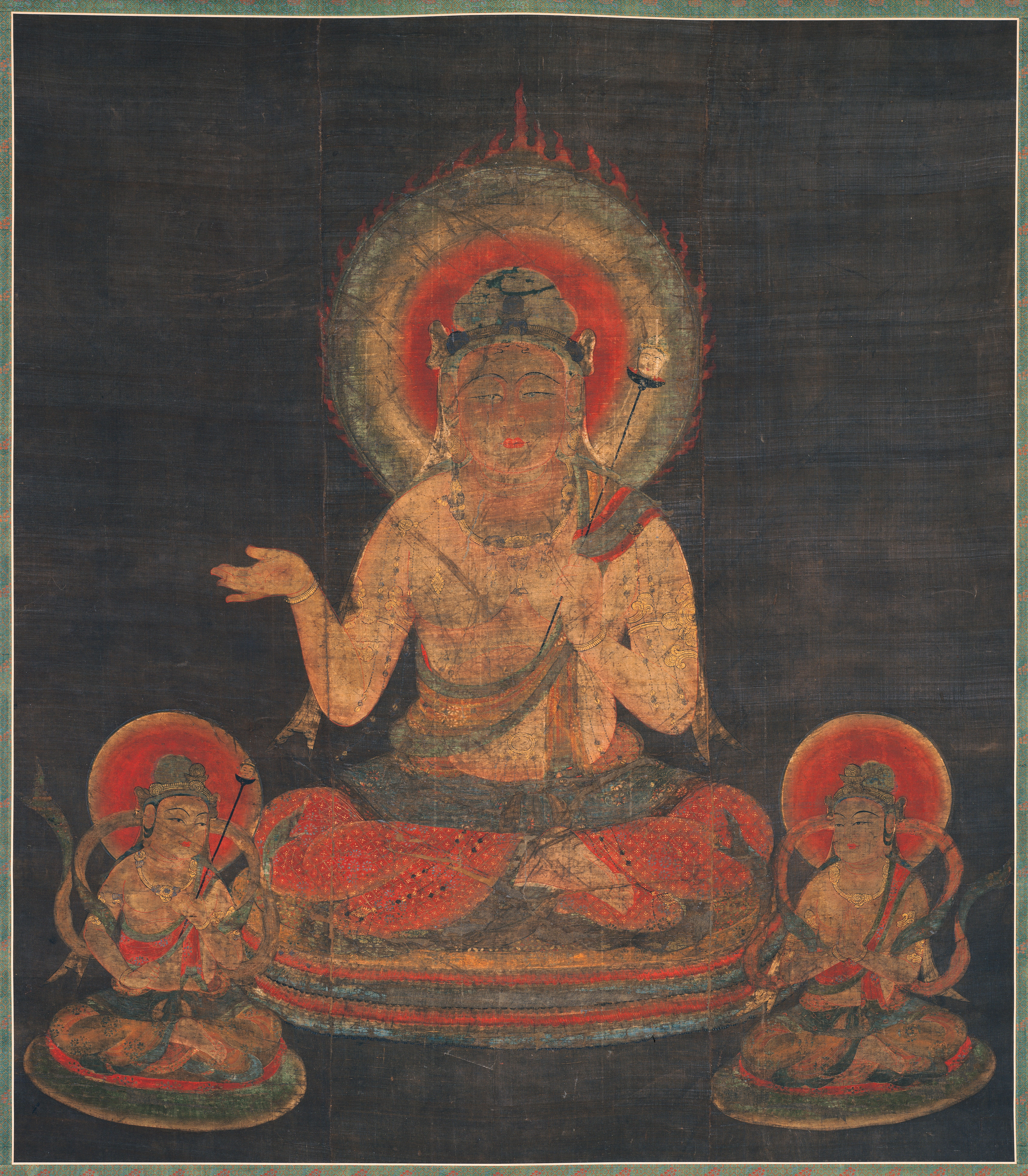
焰摩天
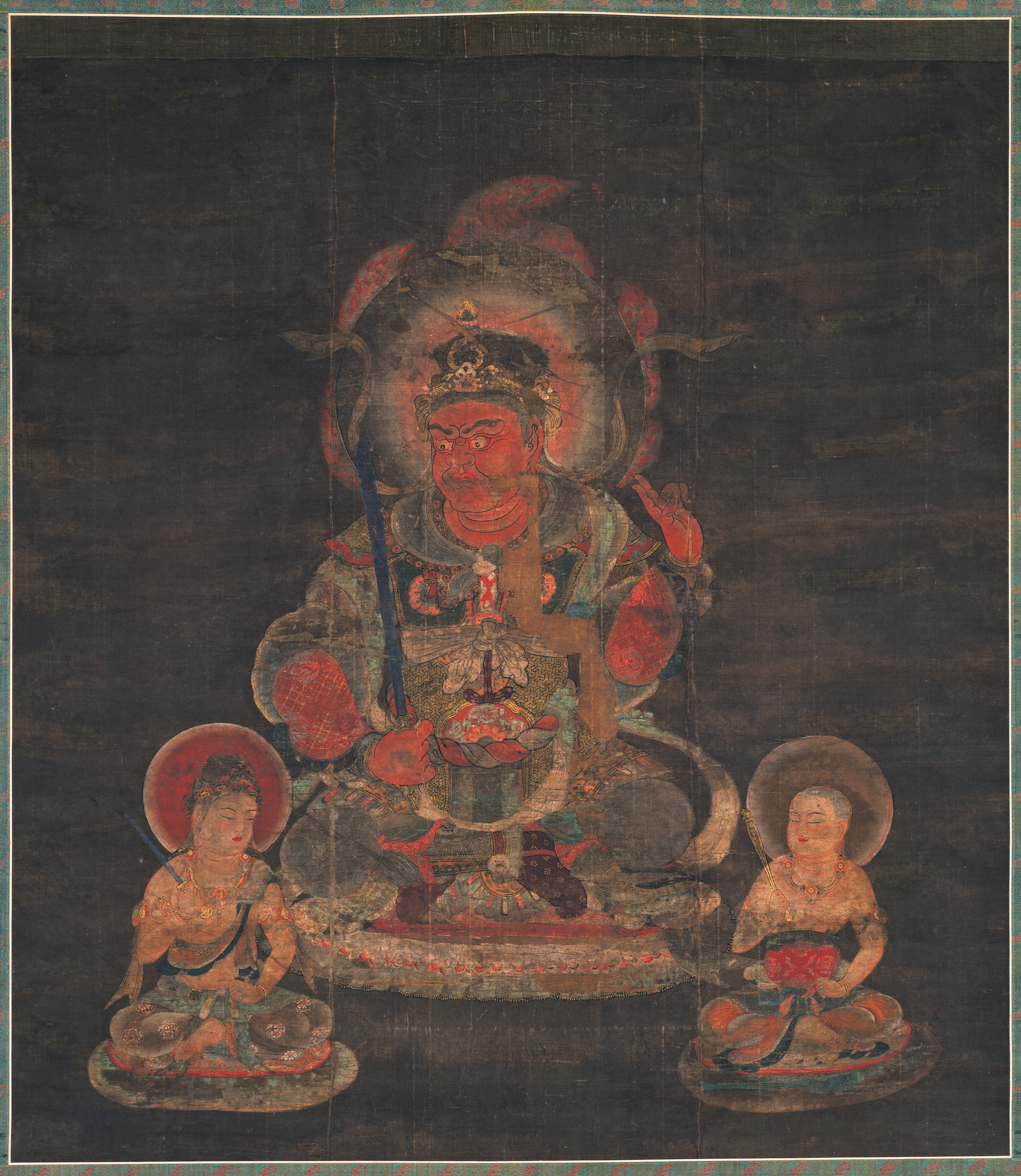
羅刹天
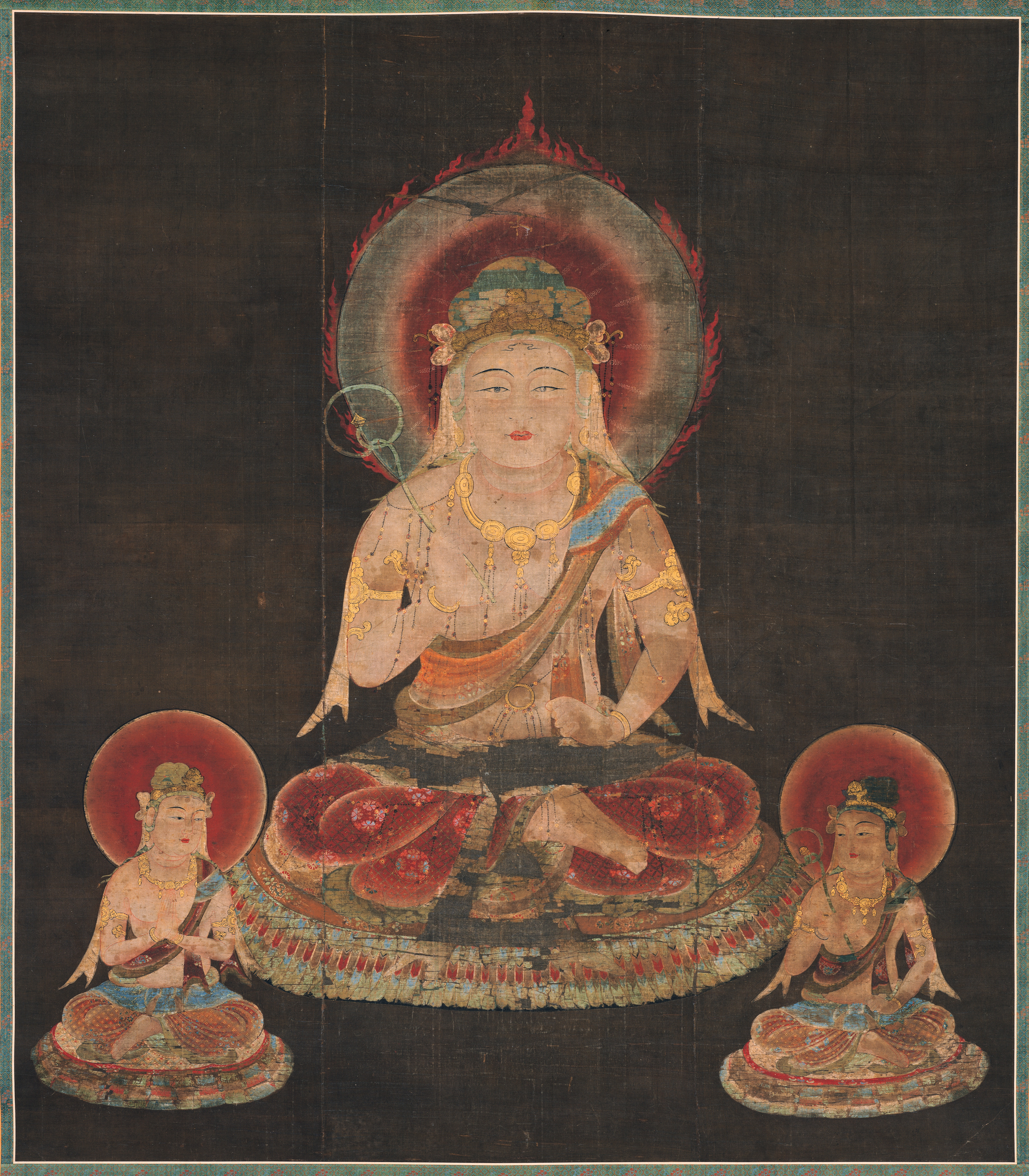
水天
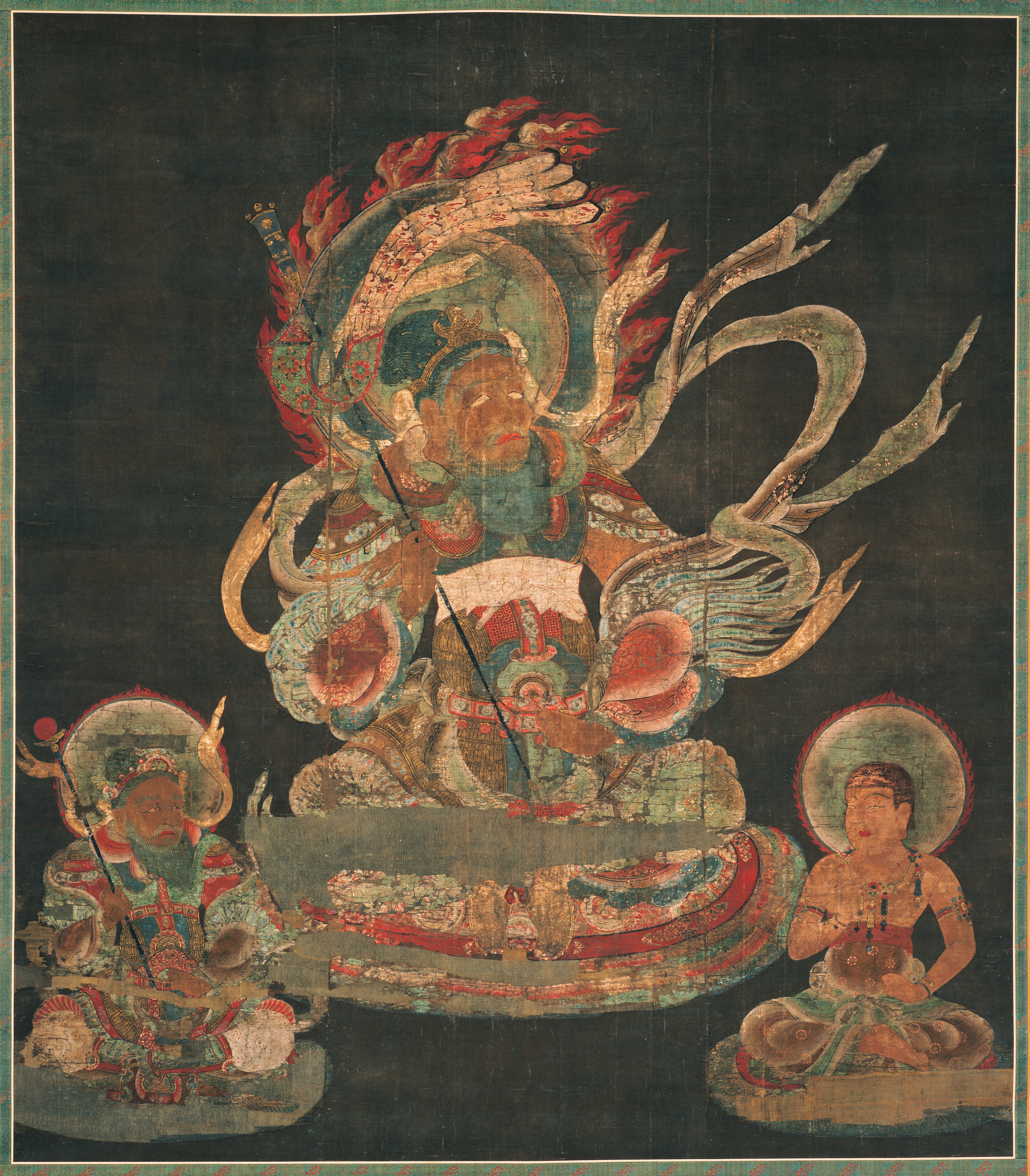
風天
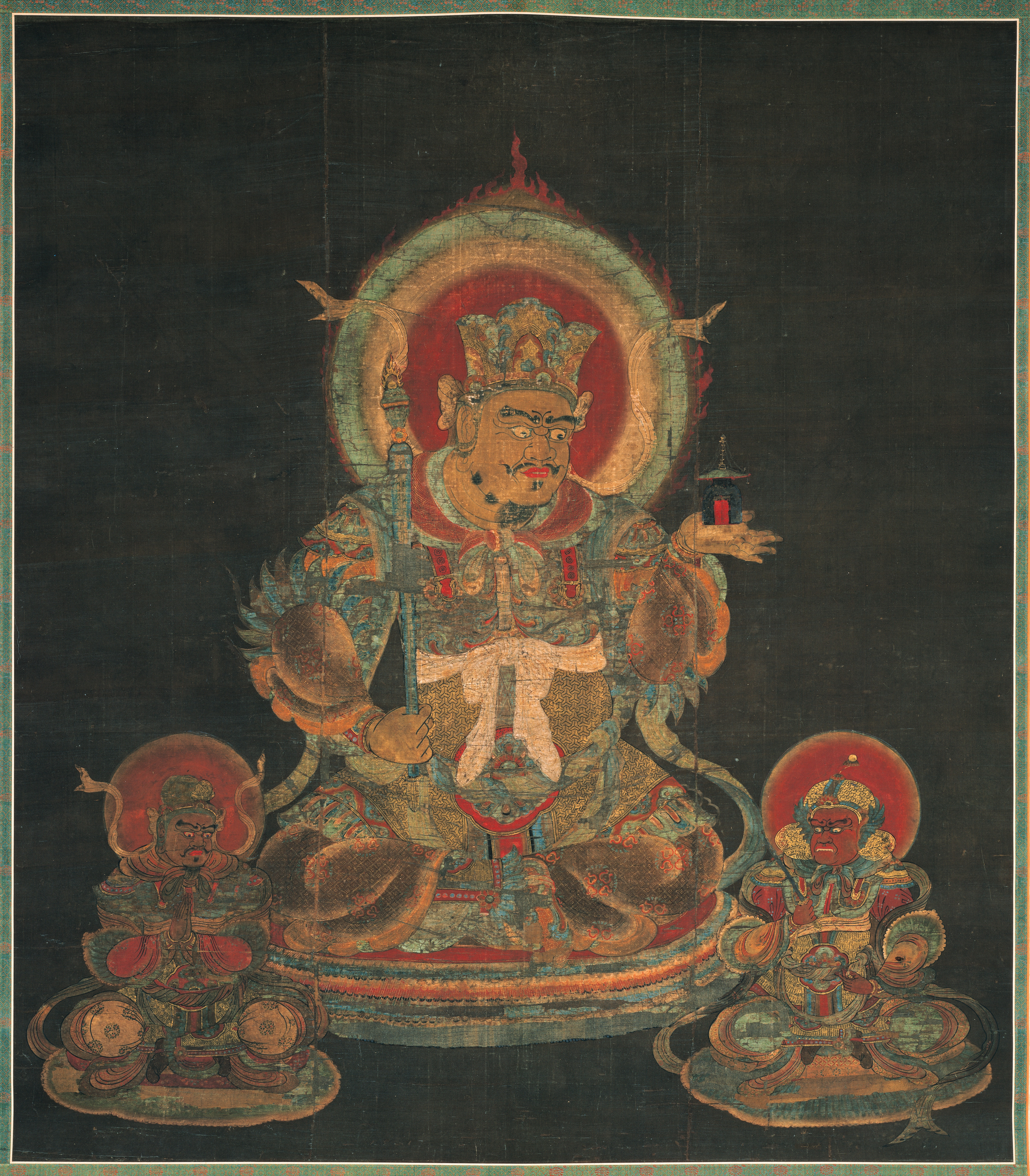
毘沙門天
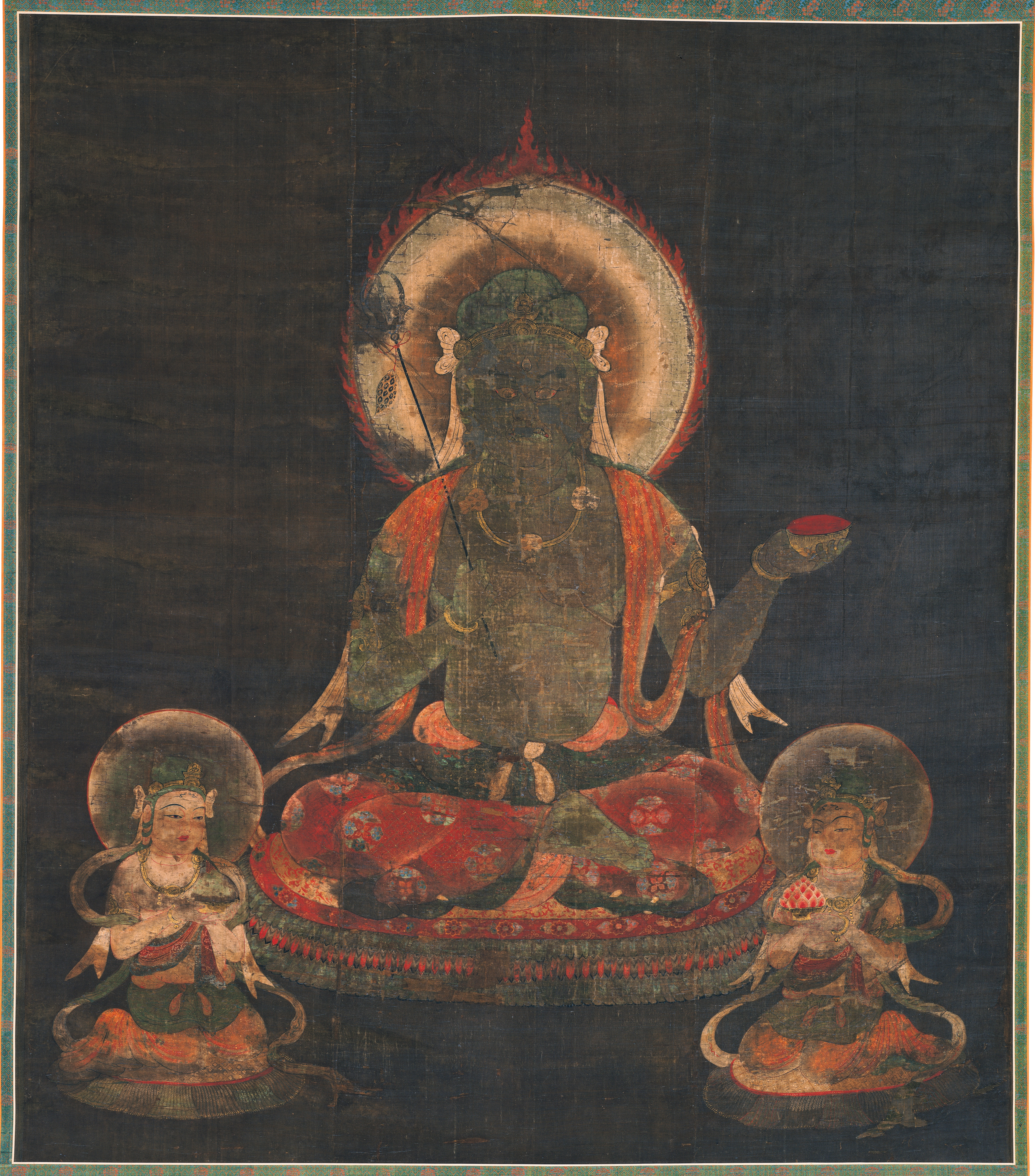
伊舎那天
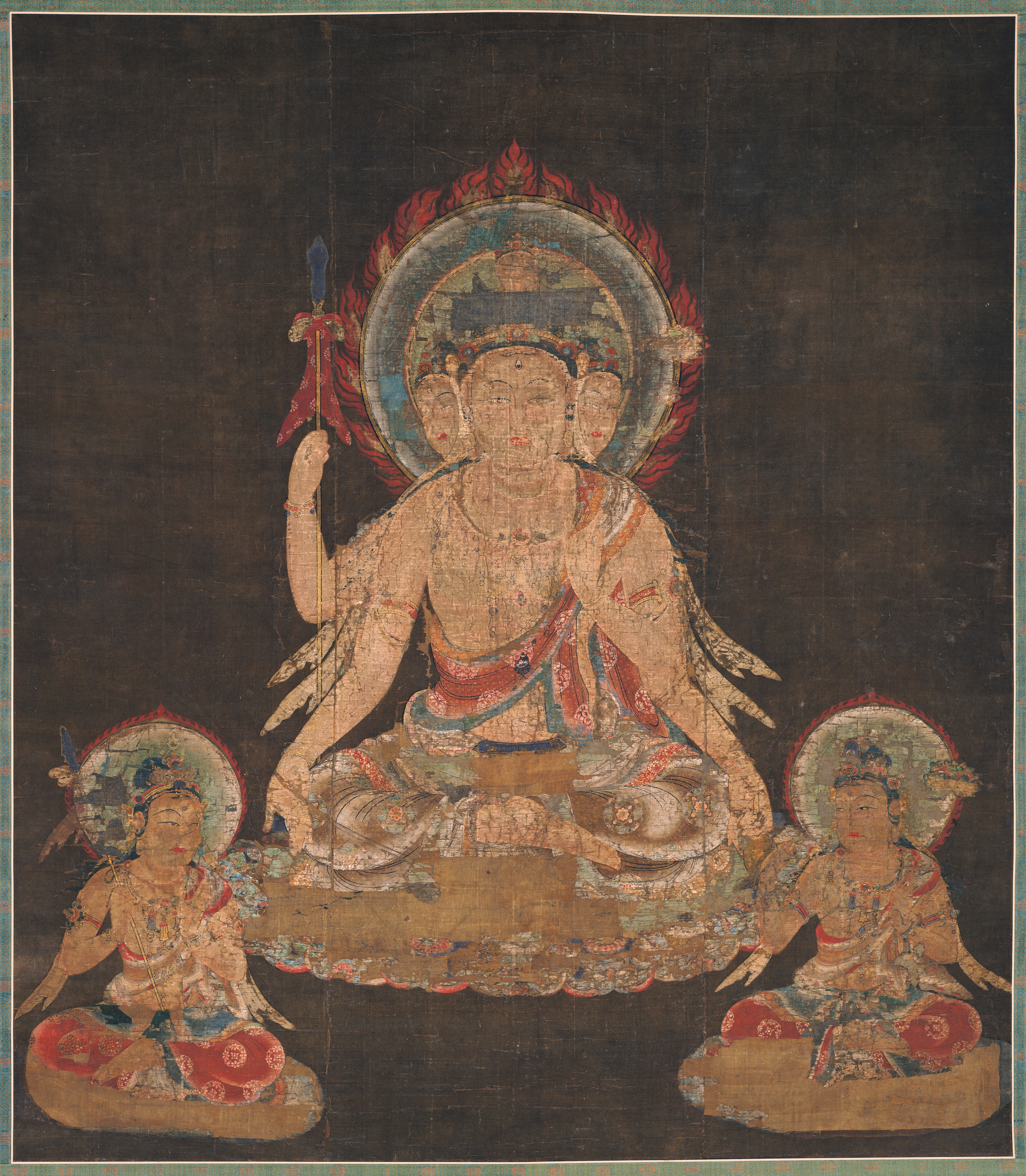
梵天
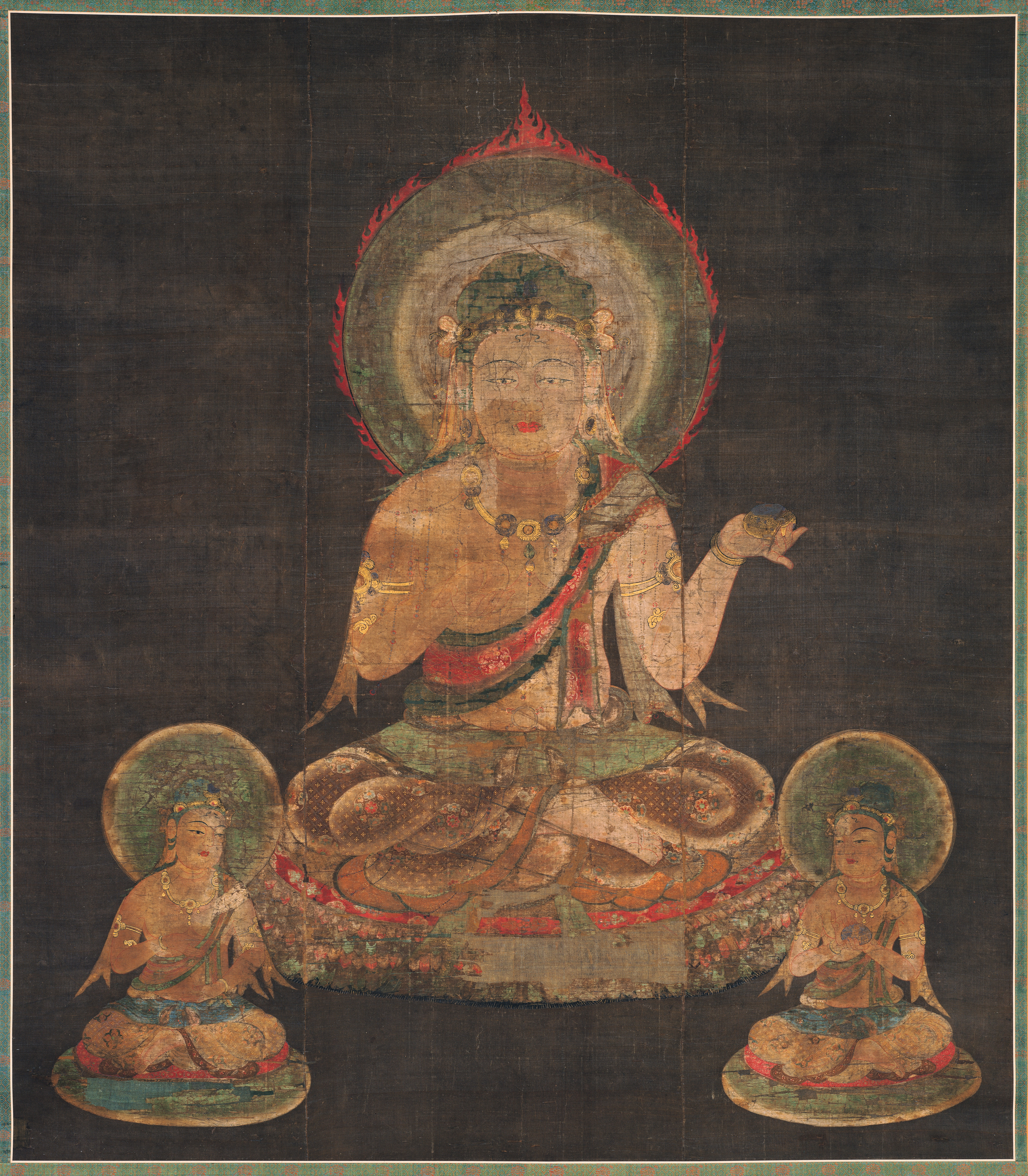
地天
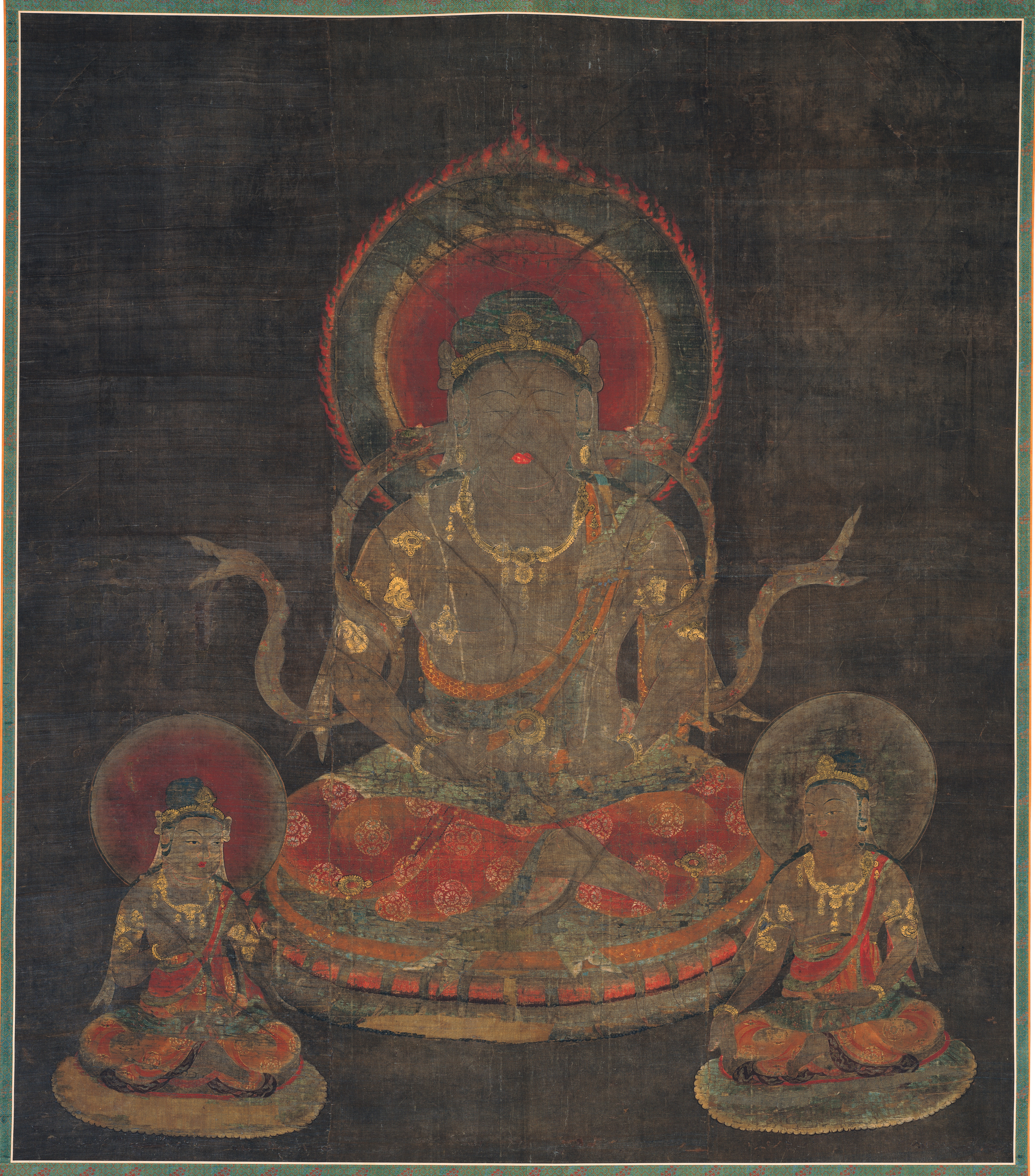
日天
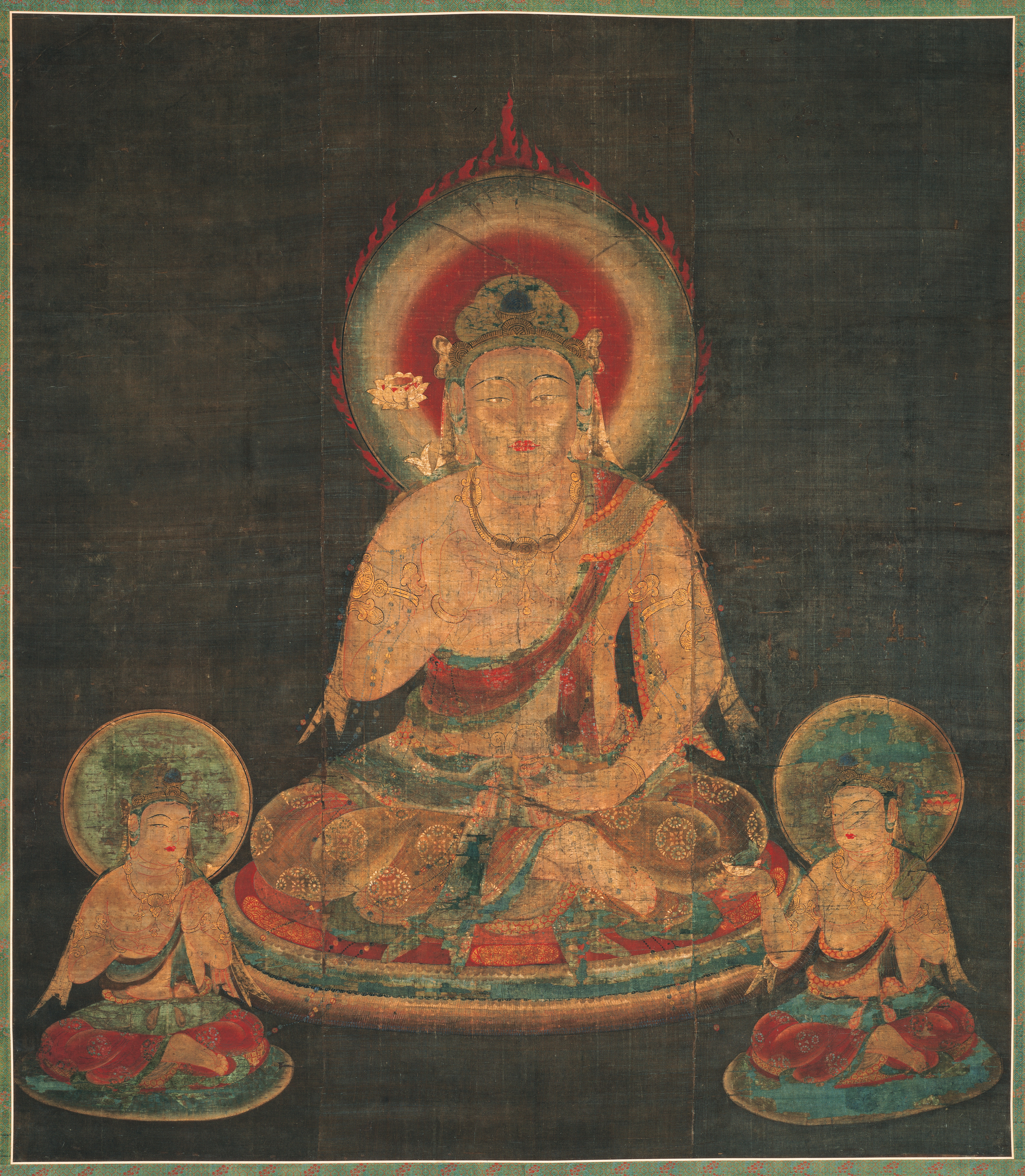
月天